# Visions (film, 2015)
Pour les articles homonymes, voir Visions.
Pour plus de détails, voir Fiche technique et Distribution.
Visions est un film américain réalisé par Kevin Greutert, sorti en 2015.

## Synopsis
Eveleigh a perdu un enfant alors qu'elle était enceinte à la suite d'un accident de voiture. Un an plus tard, elle s'établit avec son mari dans un vignoble et est à nouveau enceinte. Elle commence à avoir des visions terrifiantes.

## Fiche technique
- Titre : Visions
- Réalisation : Kevin Greutert
- Scénario : Lucas Sussman et L. D. Goffigan
- Musique : Anton Sanko
- Photographie : Michael Fimognari
- Montage : Kevin Greutert
- Production : Jason Blum et Matthew Kaplan
- Société de production : Blumhouse Productions et Chapter One Films
- Pays :  États-Unis
- Genre : Drame, horreur, thriller
- Durée : 82 minutes
- Dates de sortie : 
  -  Turquie : 28 août 2015
  -  États-Unis : 19 juin 2016 (Internet)[1]

## Distribution
- Isla Fisher : Eveleigh Maddox
- Anson Mount : David Maddox
- Gillian Jacobs : Sadie
- Joanna Cassidy : Helena
- Eva Longoria : Eileen
- Jim Parsons : Dr. Mathison
- Michael Villar : Leo
- Bryce Johnson : Ben
- John de Lancie : Victor Napoli
- Annie Tedesco : Victoria Lambert
- Roberto Sanchez : Emilio
- Jeff Branson : Glenn Barry
- Christine Meier : Mme. Peterson
- Chloe Meier : Rose Peterson
- Elizabeth Rowin : Betty Sayles